# Transformator Baucha
Transformator Baucha - (transformator gaszący) urządzenie do kompensacji doziemnego prądu o charakterze pojemnościowym w sieciach o izolowanym punkcie neutralnym.
W sieciach z transformatorami mocy posiadającymi zamknięte obwody magnetyczne dla składowej zerowej strumienia magnetycznego, posiadającymi uzwojenia trójkątowe po stronie sieci kompensowanej, nieposiadającymi wyprowadzenia punktu gwiazdowego i wreszcie niemogącymi przenosić dodatkowego obciążenia cieplnego wynikającego z przepływu prądu kompensującego stosowano w przeszłości transformatory Baucha.
Transformator Baucha jest to transformator 4-kolumnowy o uzwojeniu pierwotnym połączonym w gwiazdę, z punktem neutralnym połączonym bezpośrednio z ziemią, oraz uzwojeniu wtórnym połączonym w trójkąt zamknięty przez dławik gaszący. 
Transformatory Baucha przyłącza się zwykle do sieci za pośrednictwem wyłącznika. Spotykane są również układy, w których transformator przyłączany jest do sieci tylko przez odłącznik, jednakże wtedy wyłącznik musi być zainstalowany w obwodzie dławika. Transformatory gaszące zaopatrzone są na ogół w trzecie uzwojenie pomiarowe, połączone w otwarty trójkąt. Transformatory Baucha mogą być przyłączone do sieci w dowolnym punkcie, co jest wielką ich zaletą. Zwykle instaluje się je podobnie jak dławiki gaszące, w głównych stacjach transformatorowych z obsługą stałą. 